# Insydium
Insydium は Cinema 4D に向けてプラグインやアセットなどを提供する企業である。この企業は Cinema 4D 開発元の MAXON のパートナー企業の一つとなっている。
同社のパーティクルプラグイン X-Particles には定評があり、Autodesk社のArnoldレンダラーのCinema 4D版 (Arnold for Cinema 4D) もその X-Particles に標準対応しているほか、Cinema 4D向けトレーニングを提供する Greyscalegorilla社も X-Particle のガイドを提供している。

## プラグイン製品
2021年以降、以下のCinema 4D向けプラグインは全て「INSYDIUM Fused Collection」を通して提供されている。
- X-Particles - 元々はパーティクルプラグインであったが、その後マルチ物理プラグインとなっている。4で買収したExplosiaFX（元Blackcore tech製）の流体技術を統合している[5][6]。
- TerraformFX (旧Terraform4D) - 地形プラグイン。Maxon及びLaubwerkの元開発者であるFrank Willeke氏によって開発され、Insydium社がそれを買収し[7]提供している。
- MeshTools - Fused Collectionのリリースに併せて開発された新たなメッシュプラグイン[8]。
- Cycles 4D - Blender の Cycles レンダラーを Cinema 4D 向けに移植したもの[9]。
- Taiao - 植物生成プラグイン[10]。
- NeXus - X-Particlesを基にしたGPUパーティクルプラグイン[11]。なおNeXusに限りCinema 4Dだけでなく3ds Max、Maya、Blenderにも移植される予定となっている[12]。

その他、360 Skies Pack、Material Packs、Architecture Packs、Cycles 4D Starter Packなどのアセットやトレーニングなども提供している。

## DPIT Effex
DPIT Effex は Navié 社の Cinema 4D 向け流体プラグインであり、その後、パーティクルやボリュームや剛体シミュレーションなどの機能が追加されてマルチ物理プラグインとなっていた。2018年に一度無料化されたものの頒布が中止され、同年、ライバル関係にあったInsydium社に買収され、一部技術はX-Particlesに統合された。